# Стукалин, Николай Прокофьевич
Николай Прокофьевич Стукалин (27 апреля 1920 года, село Бубновка — 19 декабря 2005 года, Саратов) — токарь Саратовского завода электронного машиностроения Министерства электронной промышленности СССР. Герой Социалистического Труда (1966).

## Биография
Родился в 1920 году в крестьянской семье в селе Бубновка (сегодня — Аткарский район Саратовской области). В 12-летнем возрасте стал сиротой, воспитывался в детском доме в Саратове. В 1938 году окончил школу фабрично-заводского обучения. В сентябре 1940 года призван на срочную службу в Красную Армию. С 1942 году участвовал в Великой Отечественной войне. Воевал в пехоте на Сталинградском, Южном, 3-м и 4-м Украинских фронтах. Получил два ранения. С 1944 года — член ВКП(б).
После демобилизации в 1946 году возвратился в Саратов, где трудился токарем на заводе № 375 (позднее — Саратовский станкостроительный завод). В 1949 году окончил семь классов вечерней школы рабочей молодёжи. С 1952 года — токарь-расточник Саратовского завода электронного машиностроения.
В своей трудовой деятельности добился высоких показателей. Ежегодно перевыполнял план на 140—160 %. Досрочно выполнил личные социалистические обязательства и плановые производственные задания Семилетки (1959—1965). Указом Президиума Верховного Совета СССР (с грифом «не подлежит опубликованию») от 29 июля 1966 года «за выдающиеся заслуги в выполнении планов 1959—1965 годов и создание новой техники» удостоен звания Героя Социалистического Труда с вручением ордена Ленина и золотой медали Серп и Молот.
После выхода на пенсию проживал в Саратове, где скончался в декабре 2005 года. Похоронен на Елшанском кладбище.
Награды
- Герой Социалистического Труда
- Орден Ленина
- Орден Красной Звезды
- Орден Отечественной войны I степени